# Koralharmonisering
Koralharmonisering er et sæt snævre regler for satsopbygning. Oprindeligt handlede koralharmonisering om at opbygge fire stemmer ud fra en på forhånd angivet sopranstemme. Stilen er god til at fremhæve specielt dur-mol-tonalitet, og anvendes en del i vestlig musik. 

## Regler
Reglerne for koralharmonisering er bl.a.:
- Melodien skal være i sopranstemmen.
- Stemmerne bør ikke krydse hinanden.
- De enkelte stemmer bør ikke springe mere end en kvint.
- Parallelle stemmebevægelser i kvinter og oktaver bør undgås.

Derudover er der et par vejledende huskeregler :
- Man kan fordoble grundtone og kvint, men bør generelt undgå tertsfordoblinger.
- Tertsstillede akkorder på betonede slag bør undgås.

## Fremgangsmåde
En typisk fremgangsmåde ved udarbejdelsen af en koral:
1. Bestem de mulige akkorder iht. sopranstemmen. Spil de mulige akkordfølger igennem og vurdér hvilken akkordfølge du bedst kan lide.
2. Udarbejd en basstemme, som
  - Kan fungere som grundtone eller terts til akkorderne i akkordfølgen
  - Som bevæger sig i modsat retning af sopranens melodistemme
3. Efter at du har lagt dig fast på akkordfølgen kan du indplacere de to manglende stemmer efter princippet om at
  - Alten skal være så monoton som muligt (dvs. ikke springende)
  - Tenoren skal ligge omkring det høje c (nøglehuls-c'et)
4. Kontrollér om satsen indeholder brud på de ovenstående regler, og repeter evt. fremgangsmåden.

## Udbredelse
Der undervises i Danmark i koralharmonisering på alle uddannelsesanstalter hvor tilbuddet om musikteori er til stede. Endvidere var koralharmonisering obligatorisk stof på gymnasiets 2-årige musik-højniveau. (Under den gamle reform indtil 2004)